# Volba izraelského prezidenta 2000

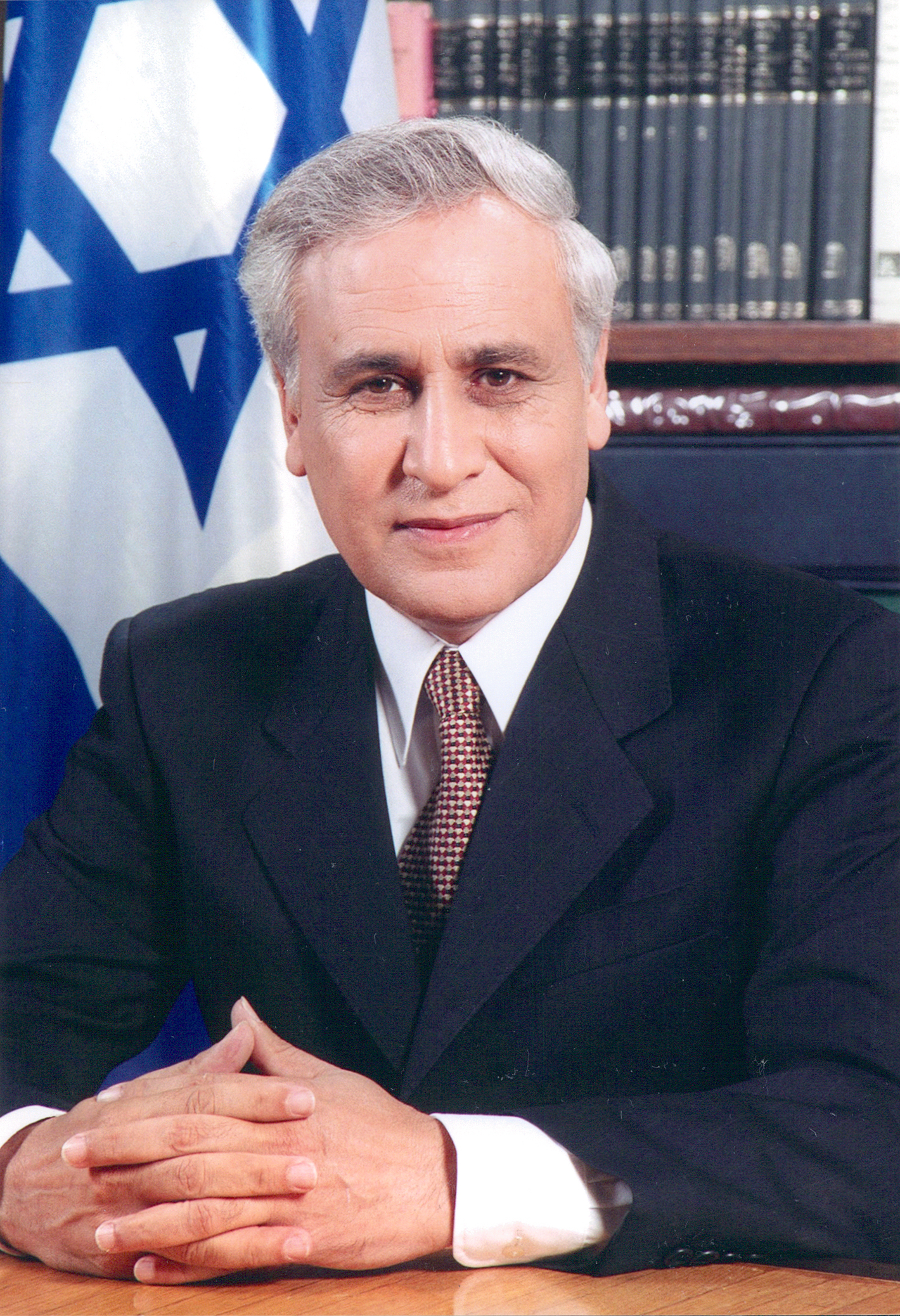
Vítězem prezidentské volby se stal Moše Kacav

Volba osmého izraelského prezidenta se v Knesetu konala 31. července 2000 po rezignaci dosavadního prezidenta Ezera Weizmana. Kandidáty byli Moše Kacav, poslanec a bývalý ministr Likudu, a Šimon Peres, který v minulosti zastával post izraelského premiéra. Ve volbě, která byla kvůli absenci většiny v prvním kole dvoukolová, zvítězil překvapivě Kacav, který získal 63 hlasů, zatímco Peres pouze 57. Úřadu se Kacav ujal 1. srpna 2000 a stal se prvním prezidentem, který nastoupil sedmileté funkční období a zároveň prvním kandidátem pravicové strany, který byl zvolen prezidentem.

## Pozadí

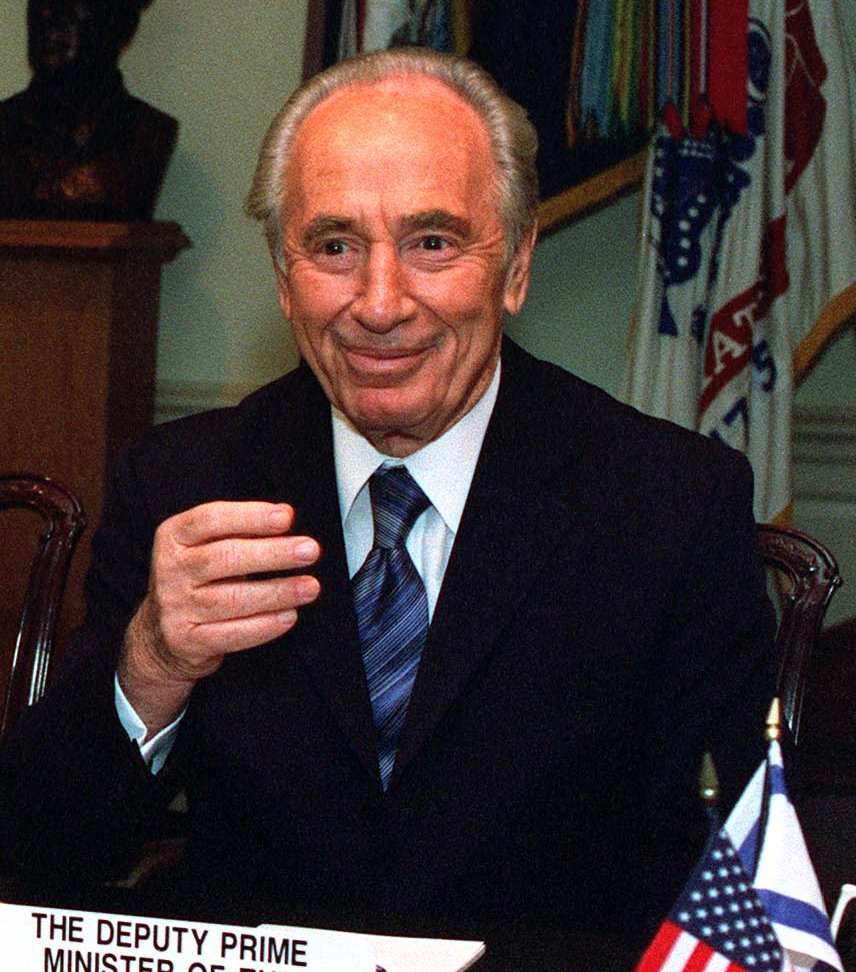
Neúspěšný kandidát Šimon Peres se nakonec stal prezidentem po prezidentských volbách v roce 2007

V prosinci 1999 se objevilo obvinění, že Weizman v letech 1985 až 1993, tj. v době, kdy byl poslancem a ministrem, přijal od francouzského podnikatele židovského původu, Edouarda Saroussiho, 300 tisíc dolarů, aniž by to nahlásil finančnímu úřadu. Tento fakt nikdy nepopřel a podle svých slov měl většinu peněz použít na léčbu svého syna Saula, který byl v roce 1970 postřelen egyptským odstřelovačem, a který od té doby trpěl vážnými zdravotními problémy. Došlo sice k zahájení vyšetřování generální prokuraturou, to však bylo nakonec kvůli nedostatku důkazů zastaveno. Přesto se však Weizman rozhodl odstoupit a 13. července 2000 na post prezidenta rezignoval, čímž se stal historicky prvním izraelským prezidentem, který tak učinil.

## Kandidáti
- Šimon Peres – bývalý izraelský premiér, nositel Nobelovy ceny míru, ministr izraelských vlád a po 41 let poslanec Knesetu, kandidát aliance Jeden Izrael
- Moše Kacav – poslanec a bývalý ministr dopravy a turismu, kandidát Likudu

## Výsledky
| kandidáti        | strana           | počet hlasů | počet hlasů | počet hlasů |
| kandidáti        | strana           | 1. kolo     | 2. kolo     |             |
| ---------------- | ---------------- | ----------- | ----------- | ----------- |
| Šimon Peres      | Jeden Izrael     | 57          | 57          |             |
| Moše Kacav       | Likud            | 60          | 63          |             |
| prázdných lístků | prázdných lístků | 3           | 0           |             |
| zdrželo se       | zdrželo se       | 0           | 0           |             |